# Territoire interdit

Territoire interdit ou Zone dangereuse au Québec (Dangerous Ground), est un film américano-sud-africain réalisé par Darrell Roodt en 1997.

## Synopsis
En 1984, âgé de quatorze ans Vusi Maslazi est à la tête d'une émeute contre l'apartheid à Johannesbourg (Afrique du Sud), mais arrêté par la police et forcé sous la menace de quitter le pays, il se retrouve à San Francisco, en Californie.
Treize ans plus tard, en 1997, à 27 ans, Vusi, (Ice Cube), revient en Afrique du Sud à son village tribal à la nouvelle de la mort de son père ; il est confronté à la nouvelle réalité : les vols et le trafic de drogue sont les nouveaux défis de la société. Après l'époque où l'apartheid semblait délimiter les bons et les méchants, la nouvelle donne est que les gangsters sont aussi bien des noirs. Confronté à l'assassinat de son frère dépendant à la drogue par le chef du gang qui la distribue, Vusi fait aussi la connaissance de la petite amie blanche de son frère, avec laquelle il réapprend la valeur des choses simples et des traditions de son ethnie.

## Fiche technique
- Autre titre : Territoire interdit (vidéo en français)
- Société de production : New Line Cinema
- Lieu de tournage : Afrique du Sud/Californie

## Distribution
Légende : VQ = Version Québécoise ; VF = Version Française
- Ice Cube (VQ : Gilbert Lachance) : Vusi Madlazi
- Sechaba Morojele (VQ : Sébastien Dhavernas) : Ernest Madlazi
- Peter Khubeke : Igqira
- Roslyn Morapedi : la mère de Vusi
- Elizabeth Hurley (VQ : Élise Bertrand) : Karen
- Greg Latter (VQ : Daniel Lesourd) : Sam
- Eric Miyeni (VQ : François Godin) : Stephen Madlazi
- Ving Rhames (VQ : James Hyndman) : Muki
- Darrell Roodt : le réalisateur
- Edward Fox (VF : Michel Paulin) : Markham